# كلارنس بي هورنونغ
كلارنس بي هورنونغ (بالإنجليزية: Clarence P. Hornung)‏ هو مصمم جرافيك أمريكي، ولد في 12 يونيو 1899، وتوفي في 2 يناير 1997.